# Præriesanger
Præriesangeren (Setophaga discolor) er en spurvefugl i familien af amerikanske sangere, som lever i det østlige Nordamerika i kratfyldte områder eller i skovkanter. Den er standfugl i det sydligste af sit udbredelsesområde, mens fuglene længere mod nord trækker sydpå om vinteren til det nordøstlige Mexico eller øerne i det Caribiske Hav. Den finder føde på grene i træer eller ved at flyve rundt; den primære føde er insekter.